# NGC 1545
NGC 1545 est un amas ouvert situé dans la constellation de Persée. Il a été découvert par l'astronome germano-britannique William Herschel en 1790.
NGC 1545 est situé à environ 711 pc (∼2 320 al) du système solaire et les dernières estimations donnent un âge de 280 millions d'années. Le diamètre apparent de l'amas est de 12,0 minutes d'arc, ce qui, compte tenu de la distance, donne un diamètre réel d'environ 8,1 années-lumière.
Selon la classification des amas ouverts de Robert Trumpler, cet amas renferme moins de 50 étoiles (lettre p) dont la concentration est moyenne (II) et dont les magnitudes se répartissent sur un intervalle moyen (le chiffre 2).